# Río Guariquito
El Río Guariquito es un afluente que recorre una de las zonas más emblemáticas del Parque Nacional Aguaro-Guariquito, en el estado Guárico, Venezuela, teniendo una longitud de 208 km. Este parque es conocido por su rica biodiversidad y ecosistemas variados, que incluyen bosques secos, sabanas y áreas de galería, y se ubica principalmente en la región de los Llanos. 

## Geografía
Nace en la Laguna Los Aceites, cerca del fundo Los Aceites. Fluye a lo largo de 208 km hasta desaguar en el Río Apurito, en la población Las Garcitas, siendo una vasta zona ganadera que en los meses de invierno se inunda por las crecidas de los ríos y caños. Este río es un ramal del Río Guárico, que discurre hacia Sureste, el San José, El Mocapra, el Bartolo, el Faltriquera y el Aguaro; todos ellos desembocan al Orinoco a través del Guariquito, que es el principal colector del drenaje natura
En su recorrido por las tierras pertenecientes a la región de Los Llanos forma meandros y derramaderos.